# Zappa Family Trust
Der Zappa Family Trust wurde noch zu Lebzeiten des Komponisten und Rockmusikers Frank Zappa in Los Angeles gegründet. Das Unternehmen verwaltet mit Ausnahme der im Jahr 1994 an Rykodisc übertragenen Rechte zur Auswertung großer Teile des Zappa-Werkkataloges treuhänderisch sämtliche Zappa-Unternehmungen.

## Geschichte
Das Unternehmen wurde am 15. November 1990 in Los Angeles gegründet. Erstmals erschien sein Name auf dem kurz vor dem Tod Frank Zappas veröffentlichten Album The Yellow Shark. Das Unternehmen koordiniert sämtliche geschäftlichen Aktivitäten der Zappa-Familie. So übt die Firma die Kontrolle über die noch von Zappa gegründeten Unternehmen aus, soweit diese noch aktiv sind. Zu diesen gehören neben den Plattenlabels Barking Pumpkin Records, Vaulternative Records und Zappa Records unter anderem auch der Versandhandel Barfko-Swill, die Projektgesellschaft Intercontinental Absurdities, der Musikverlag Munchkin Music sowie das Tonstudio Utility Muffin Research Kitchen (UMRK), dessen Name auch als Katalognummer für drei Alben aus dem musikalischen Nachlass Zappas diente.
Darüber hinaus haben sich die Hinterbliebenen unter dem Dach des Zappa Family Trusts umfangreiche Markenrechte gesichert. Als Markennamen geschützt sind beispielsweise die Titel „Frank Zappa“, „FZ“, „Zappa“, „Dweezil“, „Ahmet“, „Diva Magika“, „Diva Zappa“, „Sexy Bitch“, „Moon Unit“, „Joe’s Garage“, „Fear of Clothing“, „The Mothers“, „The Mothers of Invention“, „Project/Object“, „Thing-Fish“, „Beat the Boots!“, „Pipco“, „Zappa Institute of Technology“ (ZIT) und „Zappafrank“. Der Markenschutz gilt dabei unter anderem für Aufnahmen auf Schallplatten, Compact-Discs, DVDs, Videobändern sowie Audio- und Video-Kassetten, für Gedrucktes wie Bücher, Songbücher, Tourbooks, Magazine, Postkarten, Posters und Drucksachen oder für Bekleidung wie Schuhe, Mützen und Hüte, Krawatten, Polo-, Sweat- und T-Shirts, für Behälter und Gefäße.